# Valea Sânpetrului
Valea Sânpetrului, falu Romániában, Maros megyében.

## Története
Mezőpagocsa község része. A trianoni békeszerződésig Maros-Torda vármegye Marosi felső járásához tartozott.

## Népessége
2002-ben 60 lakosa volt, ebből 60 román nemzetiségű.

## Vallások
A falu lakói közül 46-an ortodox, 13-an pünkösdista hitűek.